# Jason Peak
Der Jason Peak ist ein 675 m (nach britischen Angaben 685 m) hoher Berg an der Nordküste Südgeorgiens. Er ragt 1,5 km westlich des Jason Harbour auf.
Wissenschaftler der britischen Discovery Investigations benannten ihn 1929 in Anlehnung an die Benennung des Jason Harbour. Dessen Namensgeber ist das Schiff Jason, mit dem der norwegische Walfangunternehmer Carl Anton Larsen diese Bucht bei seiner von 1892 bis 1894 dauernden Antarktisfahrt besucht hatte.